# إلفيس باترسون
إلفيس باترسون (بالإنجليزية: Elvis Patterson)‏ هو لاعب كرة قدم أمريكية أمريكي، ولد في 21 أكتوبر 1960 في بريان في الولايات المتحدة.

## وصلات خارجية
- إلفيس باترسون على موقع مرجع كرة القدم المحترفة.كوم (الإنجليزية)